# 羅加蘭隧道
羅加蘭隧道（挪威語：Rogfast）是挪威羅加蘭郡一座興建中的海底隧道，連接蘭達貝格和博肯，隧道長27.3公里，最大深度為海平面下392公尺，完工後將成為世界最深的海底隧道。該隧道是挪威西海岸歐洲E39公路的一部分，橫跨博肯峽灣，建成後將連結克里斯蒂安桑、斯塔萬格、海于格松和卑爾根等城市。
挪威議會於2017年5月批准該項工程後，隧道於2018年1月4日正式動工，截至2018年8月，工程估計需花費約168億挪威克朗。全部工程原預計於2027年完工，中途因成本問題而停工。公共道路管理局在評估可削減成本後，宣布隧道最快能在2029年開通。

## 規劃
無渡輪橫越博肯峽灣的計畫在1990年代具體化，挪威公共道路管理局於千禧年後開始進行環境影響評估，該機構曾考慮過浮橋及隧道兩種類型的結構，最終決定在挪威南部的蘭達貝格和北部的博肯之間建造一條海底隧道。環境影響評估於2003年通過，計畫則於2004年由氣候與環境部批准。
該項工程共分成10個不同的分區計畫，公共道路管理局也在籌備過程中做出多次調整，以降低大型車輛在隧道內行駛的風險。
2012年1月16日，公共道路管理局開始在隧道經過的克維特綏進行地震勘測，以檢查即將修建隧道的山脈，該測量於3月底完成。當時領導挪威政府的索爾貝格內閣於2016年10月通過羅加蘭隧道工程的國家預算案，該案於2017年5月23日由挪威議會批准。隧道於2018年1月4日正式動工興建，當時預計於2025年至2026年間完工，但因第一部份克維特綏隧道工程因成本比預期高出約10億挪威克朗而出現延期，完工時間亦延遲至2027年。公共道路管理局重新對隧道工程進行評估，發現該計畫的總成本比原預計的費用高出64億挪威克朗，導致該計畫被決議暫停並再次審核。2020年4月，公共道路管理局宣布，該計畫總成本最多可減少40億挪威克朗，將交送新計畫至挪威議會審核，待重新開工後最快在2029年正式通車。
2020年10月，公共道路管理局將修訂後的計畫提交議會審核，其中將工程計畫分為4份合約，前3份（克維特綏隧道段、蘭達貝格向北的長隧道段和博肯向南的長隧道段）於2021年全面開始招標，並將於2021年底和2022年初開始動工。第4份合約是興建連結克維特綏隧道和另外兩隧道的交會段，將在克維特綏隧道完工後進行招標。羅加蘭隧道預計在交會段於2031年竣工後全段開通。
2020年11月底，議會批准公共道路管理局的新計畫，修訂後的預算為248億挪威克朗（惟與同年4月減少至210億克朗的原規劃迥然），總體較2017年最初批准的預算金額增加80億克朗。政府則同意將直接出資增加至99億克朗，其餘的149億克朗將透過貸款來融資。

### 隧道
羅加蘭隧道建成後將成為全球最深的海底隧道和最長的公路隧道，最大深度為海平面下392公尺，超越呂菲爾克隧道的292公尺。隧道由兩條各為27.3公里的雙線隧道組成，並於海拔-200公尺處將設置一個環狀型交流道連結兩隧道。
羅加蘭隧道包含博肯峽灣隧道、克維特綏隧道等多個子項目，為歐洲E39公路的一部分，將連結挪威多個城市。

### 收費
截至2020年11月，隧道工程的興建費用估計需花費約248億挪威克朗，由挪威政府支付其中的99億，其餘透過貸款融資的費用預計須由行經隧道的駕駛支付通行費。

## 影響
羅加蘭隧道是E39新沿海公路計畫的一部分，該計畫預計取消克里斯蒂安桑和特隆赫姆之間在E39公路上的所有渡輪路線，且將串連斯塔萬格地區和海于格松地區的交通，將兩地的通行時間縮短約40分鐘，僅擁有約540名居民的克維特綏也會與其他城市連結在一起。

時任挪威交通運輸部長凱蒂爾·索爾維克-奧爾森也表示：
|  | 這將有助於將挪威西部的商業及人口緊密連結在一起，也是我們為實現在克里斯蒂安桑和特隆赫姆之間建立無渡輪的E39公路所進行的第一個項目。 Dette vil bidra til å knytte næringsliv og befolkning tettere sammen på Vestlandet, og der det første ferjeavløsningsprosjektet i vår ambisjon om en fergefri E39 mellom Kristiansand og Trondheim. |

芬蘭工程顧問公司Pöyry估計，羅加蘭隧道將使豪加蘭半島地區的人口增加約28,000人，而克維特綏可增加至700人左右。

## 外部連結
- 挪威公共道路管理局-E39 Rogfast （页面存档备份，存于）